# Блафтон (Џорџија)
Блафтон (енгл. Bluffton) град је у америчкој савезној држави Џорџија. По попису становништва из 2010. у њему је живело 103 становника.

## Демографија
Према попису становништва из 2010. у граду је живело 103 становника, што је 15 (12,7%) становника мање него 2000. године.
| Група             | 2000.      | 2010.      |
| Белци             | 95 (80,5%) | 83 (80,6%) |
| Афроамериканци    | 22 (18,6%) | 15 (14,6%) |
| Азијати           | 0 (0,0%)   | 0 (0,0%)   |
| Хиспаноамериканци | 1 (0,8%)   | 2 (1,9%)   |
| Укупно            | 118        | 103        |